# William Browne
William Browne (1590/1-c.1643) var en engelsk digter, født i Tavistock og uddannet ved Exeter College i Oxford; efterfølgende blev han jurist i London.
Hans digte, der hovedsagelig er beskrivende, er rige og naturtro, men mangler til dels indlevelse. Han var inspirerede af Edmund Spenser og inspirerede selv digtere så som John Milton og John Keats. Brownes hovedværk var Brittannia´s pastorals (bog 1-2, 1613-16, bog 3 udgivet først 1852) samt Sheperd´s pipe (1614).